# Dichotomius tristis
Dichotomius tristis är en skalbaggsart som beskrevs av Luederwaldt 1924. Dichotomius tristis ingår i släktet Dichotomius och familjen bladhorningar. Inga underarter finns listade i Catalogue of Life.